# NGC 3414
NGC 3414 (również PGC 32533, UGC 5959 lub Arp 162) – galaktyka soczewkowata (SB0), znajdująca się w gwiazdozbiorze Małego Lwa. Została odkryta 11 kwietnia 1785 roku przez Williama Herschela.